# Руис, Елена
Елена Руис Баррил (исп. Elena Ruiz Barril; род. 29 октября 2004, Руби) — испанская ватерполистка, игрок сборной Испании. Олимпийская чемпионка 2024 года, серебряный призёр летних Олимпийских игр 2020 года, чемпионка Европы 2022 года, призёр чемпионатов мира и Европы.

## Карьера
Елена Руис принимала участие в составе сборной Испании на летних Олимпийских играх 2020 года в Токио. Испанки выиграли свою предварительную группу, обыграли в четвертьфинале команду Китая. Одержав победу над венгерками со счетом 8:6, вышли в финал, в котором встретились со сборной США и уступили 6:14. Руис забила гол в финале, в полуфинале забила дважды.
В 2022 году на чемпионате Европы в Хорватии в составе Испании стала чемпионкой. В финале были обыграны гречанки со счётом 9:6.
На чемпионате мира 2023 года в Фукуоке сборная Испании завоевала серебряные медали, уступив в финале сборной Нидерландов в серии послематчевых штрафных бросков.
Зимой 2024 года испанская сборная стала второй на чемпионате Европы в Эйндховене, в составе команды была Елена Руис. В Дохе на чемпионате мира испанки, в составе которых играла Елена, завоевали бронзовые медали.
Руис была включена в олимпийскую сборную для участия в Играх 2024 года в Париже, где испанки одержали победу, став олимпийскими чемпионками. В финале против Австралии Руис сыграла 25 минут, осуществила один бросок из 32, а её команда праздновала успех со счётом 11:9.